# Liverpool-Bay-Klasse (1972)
Die Schiffe der Liverpool-Bay-Klasse, manchmal auch Tokyo-Bay-Klasse, genannt, wurden als die ersten Schiffe der dritten Generation von Voll-Containerschiffen bei der Overseas Containers Limited Anfang 1972 in Dienst gestellt.

## Die Schiffe
Der Schiffsentwurf dieser Neubauten der OCL ging auf Marshall Meek, den Leitenden Schiffbauingenieur und Direktor der zur OCL  gehörigen Konstruktionsabteilung Blue Funnel/Ocean Fleets zurück und basierte schiffbaulich auf den durch die Encounter-Bay-Klasse gewonnenen Erfahrungen. Die Zwei-Schrauben-Turbinen-Schiffe mit Panamakanal-Abmessungen ohne Back mit Wulstbug und Spiegelheck gehören zu den sogenannten offenen Schiffen, deren Laderaumöffnungen nicht viel Fläche an Deck für den oberen Festigkeitsverband lassen. Die Decksaufbauten und der Maschinenraum befinden sich zwischen dem sechsten und siebenten Laderaum. Die insgesamt acht Räume nehmen in Zellen 1086 20-Fuß-Container und 418 40-Fuß-Container auf. An Oberdeck können drei Lagen je 352 TEU gefahren werden. Angetrieben wird der Schiffstyp von zwei Stal-Laval-Getriebeturbinen, die von je einem Foster-Wheeler-Kessel mit einer Dampfleistung von 145 Tonnen je Stunde versorgt werden. Die Stromversorgung übernehmen zwei 1250-kW-Dieselgeneratoren sowie zwei 2500-kW-Turbogeneratoren. Außerdem befindet sich an Bord ein 165-kW-Notstromaggregat. Zwei Bugstrahleinrichtungen mit je 1000 PS Leistung mit Verstellpropeller und eine Flossenstabilisierungsanlage tragen zur Verbesserung der Manövrierfähigkeit und zum besseren Seeverhalten des Schiffstyps bei.
| Liverpool-Bay-Klasse | Liverpool-Bay-Klasse | Liverpool-Bay-Klasse | Liverpool-Bay-Klasse                   | Liverpool-Bay-Klasse                                                                       |                                                            |
| Bauname              | Bauwerft/Baunummer   | IMO-Nummer           | Kiellegung Stapellauf Indienststellung | Umbenennungen und Verbleib                                                                 | Bild                                                       |
| -------------------- | -------------------- | -------------------- | -------------------------------------- | ------------------------------------------------------------------------------------------ | ---------------------------------------------------------- |
| Liverpool Bay        | HDW Kiel/26          | 7126762              | - 5. Dezember 1971 1972                | N O L Risso (1996) → P&O Nedlloyd Liverpool (1998) → 1998 Abbruch in Xiaohu                | Die Liverpool Bay nach dem Ausdocken (1972)                |
| Jervis Bay           |                      |                      |                                        |                                                                                            |                                                            |
| Cardigan Bay         | HDW Hamburg/27       | 7207140              | - 17. März 1972 26. September 1972     | Marion 2 (1999) → 1999 Abbruch in Alang                                                    | Charakteristisches Heck der Cardigan Bay in Hamburg (1980) |
| Kowloon Bay          | HDW Kiel/26          | 7206873              | - 20. März 1972 26. Juli 1972          | N O L Delphi (1996) → P&O Nedlloyd Texas (1997) → 2000 Abbruch in Jiangyin                 |                                                            |
| Tokyo Bay            | HDW Hamburg/24       | 7118272              | - 20. September 1971 24. März 1972     | N O L Steno (1996) → P&O Nedlloyd Tokyo (1998) → Jay Matadi (1998) → 1998 Abbruch in Alang | Southampton 1995                                           |
| Osaka Bay            | HDW Hamburg/28       | 7227176              | - 9. September 1972 11. März 1973      | N O L Lageno (1996) → Lageno (1998) → 1998 Abbruch in Chittagong                           |                                                            |